# دامر (ویرجینیای غربی)
دامر (به انگلیسی: Dahmer) یک منطقهٔ مسکونی در ایالات متحده آمریکا است که در شهرستان پندلتن، ویرجینیای غربی واقع شده‌است.